# Tapachula
Tapachula (teljes nevén: Tapachula de Córdova y Ordóñez) egy város Mexikó délkeleti részén, Chiapas államban. A Csendes-óceán partjának közelében, a guatemalai határ mellett fekszik. Lakossága 2010-ben körülbelül 203 000 fő volt.
Gazdasági életét a Mexikó és Közép-Amerika közti kereskedelem határozza meg.

## Földrajz

### Fekvése
A város a Közép-Amerikai Kordillera és a Csendes-óceán parti síkságának találkozásánál fekszik, ezért területe délnyugatról északkelet felé emelkedik. Míg délre kevesebb mint 30 km távolságra az óceán található, addig észak felé ugyanilyen távolságra már a 2700 m-es magasságot is meghaladó hegyek emelkednek. A település vízfolyásai (köztük a fontosabbak a Coatán, a Texcuyuapan és a Coscushate) is a domborzatnak megfelelően északról délre vagy délnyugatra folynak. Tapachula környékén nagy kiterjedésű rétek és legelők találhatók, valamint mezőgazdaság által hasznosított területek.

### Éghajlat
A város forró és tavasz végétől ősz közepéig igen csapadékos. Minden hónapban mértek már legalább 37 °C-os hőséget, de a rekord nem érte el a 40 °C-ot. Az átlagos hőmérsékletek a decemberi 25,5 és az áprilisi 28,1 fok között váltakoznak, fagy nem fordul elő. Az évi átlagosan 2171 mm csapadék időbeli eloszlása nagyon egyenetlen: a májustól októberig tartó féléves időszak alatt hull az éves mennyiség több mint 90%-a.
| Hónap                                   | Jan. | Feb. | Már. | Ápr. | Máj. | Jún. | Júl. | Aug. | Szep. | Okt. | Nov. | Dec. | Év   |
| --------------------------------------- | ---- | ---- | ---- | ---- | ---- | ---- | ---- | ---- | ----- | ---- | ---- | ---- | ---- |
| Rekord max. hőmérséklet (°C)            | 39,0 | 38,1 | 38,8 | 39,0 | 39,6 | 38,7 | 39,3 | 39,2 | 39,0  | 38,1 | 37,3 | 37,0 | 39,6 |
| Átlagos max. hőmérséklet (°C)           | 33,6 | 34,4 | 35,2 | 35,3 | 34,1 | 32,8 | 33,2 | 33,1 | 32,2  | 32,5 | 32,9 | 33,0 | 33,5 |
| Átlaghőmérséklet (°C)                   | 25,7 | 26,4 | 27,4 | 28,1 | 27,6 | 26,7 | 26,7 | 26,7 | 26,2  | 26,3 | 26,2 | 25,5 | 26,6 |
| Átlagos min. hőmérséklet (°C)           | 17,9 | 18,5 | 19,7 | 20,9 | 21,1 | 20,6 | 20,2 | 20,2 | 20,2  | 20,0 | 19,5 | 18,1 | 19,7 |
| Rekord min. hőmérséklet (°C)            | 0,0  | 9,4  | 10,6 | 2,5  | 15,0 | 15,5 | 10,1 | 2,2  | 14,5  | 2,2  | 9,0  | 11,5 | 0,0  |
| Átl. csapadékmennyiség (mm)             | 7    | 6    | 22   | 81   | 245  | 363  | 310  | 330  | 432   | 294  | 71   | 9    | 2171 |
| Forrás: Servicio Meteorológico Nacional |      |      |      |      |      |      |      |      |       |      |      |      |      |

## Népesség
A település népessége a közelmúltban folyamatosan növekedett:
| Év   | Lakosság |
| ---- | -------- |
| 1990 | 138 858  |
| 1995 | 163 253  |
| 2000 | 179 839  |
| 2005 | 189 991  |
| 2010 | 202 672  |

## Története
A települést 1486-ban alapította az Ahuízotl azték uralkodó által megbízott Tiltototl kapitány. 1794. május 23-án Escuintla helyett ide került Soconusco központja. 1813. október 29-én adták ki azt a rendeletet, ami alapján a település villa rangra emelkedett, 1821. október 23-án pedig Bartolomé de Aparicio kikiáltotta a város függetlenségét mind a spanyol birodalomtól, mind a guatemalai kapitányságtól, előmozdította viszont a csatlakozást a frissen függetlenné váló Mexikóhoz. 1842. szeptember 11-én Antonio López de Santa Anna elnök emelte Tapachulát ciudad rangra, 1924. január 10-étől pedig ideiglenesen Chiapas állam fővárosává nyilvánították. A Tapachula de Córdova y Ordóñez nevet 1997-ben vette fel a 18. és 19. század fordulóján élt Matías Antonio de Córdova y Ordóñez szerzetes emlékére, aki egyben filozófus, pedagógus és irodalmár is volt.

## Látnivalók
Városközpont
- Régészeti Múzeum (Museo Arqueológico del Soconusco en Tapachula)
- Az egykori székesegyház (Iglesia San Agustin) klasszicista stílusban épült a 19. században
- A Parque Hidalgo a helyiek éjjeli találkozóhelye a központban
- Az új székesegyház (Catedral San José)

Környék
- A pre-hispán régészeti lelőhely (Zona Arqueólogica) Izapa, 12 km
- A Pico de Loro nevű gránitszikla, Unión Juáreztől néhány km-re. Nagyszerű kilátás.
- Cacahoatán kávéültetvényei
- Puerto Chiapas strandjai (egykori nevén Puerto Madero) és a környező falvak (25–40 km körzetben)

## Sport
A város legismertebb labdarúgócsapata a másodosztályú Cafetaleros de Tapachula volt, amely úgy jött létre, hogy 2015 nyarán, miután a tamaulipasi Altamira végigjátszotta a Clausura szezont, pénzügyi problémák miatt megszűnt, és székhelyét áthelyezte Tapachulába. A Cafetaleros azonban 2019-ben Tuxtla Gutiérrezbe költözött.